# African Roots (album Lloyda Brevetta)
African Roots – jedyny album studyjny jamajskiego kontrabasisty Lloyda Brevetta, współzałożyciela i wieloletniego członka grupy The Skatalites.
Nagrania materiału na płytę, zarejestrowane w roku 1975 przez Lee „Scratcha” Perry’ego w jego studiu Black Ark oraz przez Hermana Chin-Loya w jego Aquarius Studio, stały się okazją do pierwszej od niemal dekady wspólnej sesji dawnych członków założycieli The Skatalites. Spośród nich, oprócz Brevetta, udział w nagraniach wzięli Roland Alphonso, Tommy McCook, Lester „Ska” Sterling, Lloyd Knibb i Jackie Mittoo. Wsparli ich również inni znani instrumentaliści, tacy jak Ernest Ranglin czy też Oswald „Baba” Brooks. Produkcją nagrań zajął się sam Brevett we współpracy z Clive’em Huntem. Na skutek różnych nieporozumień dotyczących praw producenckich, krążek ukazał się najpierw w roku 1976 nakładem labelu Jam Sounds jako kompilacja The Legendary Skatalites, a dopiero dwa lata później już pod nazwą African Roots został on wydany przez wytwórnię United Artists Records.
W roku 1995 nakładem niemieckiego labelu Grover Records ukazała się reedycja albumu na płycie CD, zawierająca także kilka dodatkowych utworów. Oprócz tego, w latach 1999–2001 brytyjska wytwórnia Motion Records wydała 3-częściową serię "The Skatalites Meet King Tubby", na której znalazły się utwory z African Roots w wersjach zdubowanych przez King Tubby’ego w jego King Tubby's Studio.

## Lista utworów

### Strona A
1. "African Roots"
2. "Stream In The Meadow"
3. "Rock Bottom"
4. "Candle Light"

### Strona B
1. "Fugitive"
2. "Jumbo Malt"
3. "Seven Seal"
4. "Herb Challis"

### Dodatkowe utwory w reedycji
1. "Candle Light Dub"
2. "Fugitive Dub"
3. "Just Cool (Cornerstone)"
4. "Japan Special"
5. "Space Light"
6. "Rock With Me Baby"

## Muzycy
- Lloyd Brevett – kontrabas
- Roland Alphonso – saksofon tenorowy
- Tommy McCook – saksofon tenorowy
- Lester „Ska” Sterling – saksofon altowy
- Jackie Mittoo – fortepian
- Ernest Ranglin – gitara
- Oswald „Baba” Brooks – trąbka
- Lloyd Knibb – perkusja
- Sidney Wolf – perkusja
- George "Bongo Joe" Coleman – perkusja
- Vin "Don Drummond Jr." Gordon – puzon
- Ruth Thompson – wokal
- Tony Brevett – wokal